# Kaddarim
Kaddarim (hebr.: קדרים) – kibuc położony w samorządzie regionu Ha-Galil ha-Eljon, w Dystrykcie Północnym, w Izraelu.
Leży w Dolinie Hula, na północy Górnej Galilei.
Członek Ruchu Kibuców (Ha-Tenu’a ha-Kibbucit).

## Historia
Kibuc został założony w 1980.

## Gospodarka
Gospodarka kibucu opiera się na rolnictwie.